# Izoterma Jovanovicia
Izoterma Jovanovicia jest 2-parametrowym równaniem izotermy adsorpcji monowarstwowej na homogenicznej powierzchni ciała stałego. Uwzględnia pionowe oddziaływania: adsorbat w fazie gazowej-adsorbat w fazie zaadsorbowanej :
{\displaystyle \theta =1-\exp(-Kp)}
gdzie:
- θ = a/am – pokrycie powierzchni (a – adsorpcja, am – maksymalna adsorpcja w monowarstwie)
- p – ciśnienie adsorbatu
- K – stała równowagi adsorpcji

Równanie to charakteryzuje się znacznie szybszym wzrostem pokrycia powierzchni dla średnich i wysokich ciśnień w porównaniu do izotermy Langmuira o takim samym przebiegu początku izotermy (o tej samej wartości stałej równowagi, K). Podobnie jak izoterma Langmuira dla niskich ciśnień równanie to redukuje się do izotermy Henry’ego. Izotermy eksperymentalne nader rzadko stosują się równania Jovanovicia, co – oprócz samego modelu, który wydaje się mało realistyczny – może być wytłumaczeniem dlaczego izoterma ta jest mało popularna.
Równanie Jovanovicia może służyć za równanie izotermy lokalnej w ogólnym równaniu całkowym opisującycm adsorpcję na powierzchni heterogenicznej. Jedno z rozwiązań dla quasigaussowskiego rozkładu energii dało prostą analityczną postać izotermy:
{\displaystyle \theta _{t}=1-\exp \left(-(Kp)^{m}\right)}
gdzie:
- m – parametr heterogeniczności